# 朱祐檟
南樂宣靖王朱祐檟（1492年—1539年），明朝第三代南樂王，南樂榮僖王朱見瀾庶長子。

## 生平
弘治九年（1496年）賜名。
嘉靖四年（1525年），明世宗遣成安伯郭瓚等為正使，翰林院侍讀葉桂章等為副使，持節冊封朱祐檟為南樂王，夫人武氏為南樂王妃。
嘉靖十八年（1539年）去世。嘉靖二十一年（1542年），其嫡次子朱厚熘即位。

## 家庭

### 妻
- 武氏[3]

### 子孫
- 嫡次子：鎮國將軍→南樂康順王朱厚熘
- 幼子：鎮國將軍朱厚𤍜（1515年5月12日—1593年10月25日），號西坪，嘉靖十二年（1533年5月31日）封鎮國將軍。妻李氏，是安陽人李美季女，封鎮國將軍夫人，早卒[6]
  - 第一子：輔國將軍朱載墦。妻梁氏，繼張氏[6]
    - 第一子：奉國將軍朱翊鋲，早卒[6]
    - 第二子：奉國將軍朱翊鋪，妻魏氏[6]
      - 第一子：朱某[6]

    - 第三子：奉國將軍朱翊⿰音金，妻張氏[6]

  - 第二子：朱載䞪，妻侯氏[6]
  - 第一女：安城郡君，儀賓孫尚進[6]

## 評價
誠意見外，寛樂令終。